# SRC Slavija
SRC Slavija je višenamjenski stadion u Istočnom Sarajevu, u Bosni i Hercegovini. Najčešće se koristi za nogometne utakmice, pa na njemu svoje domaće utakmice igra FK Slavija, nogometni klub iz Istočnog Sarajeva. Stadion je kapaciteta oko 6.000 gledatelja.